# Reial Club Nàutic de Tarragona
El Reial Club Nàutic de Tarragona (RCNT) és un club nàutic de Tarragona i un dels clubs esportius més antics d'Espanya.
El Reial Club Nàutic de Tarragona disposa d'unes instal·lacions de bona qualitat, comptant amb un port esportiu, un local social, restaurant i cafeteria, així com l'Escola de Marineria.
El port esportiu del RCNT té un espai de 500 m² amb amarratges. El club té seccions de vela esportiva, rem, natació, pesca esportiva i motonàutica.

## Història
El Reial Club Nàutic de Tarragona es va fundar l'any 1878. Als seus orígens, va ser conegut com el club dels "xiflats", perquè llavors molts no entenien com els primers socis del club podien divertir-se remant i navegant, l'àrdua feina de mariners i pescadors.
El primer local social era a un edifici del barri del  Serrallo, davant del qual, l'any 1917, es va començar a construir un altre edifici que una riuada del Francolí destruí l'any 1930.
Una vegada reconstruït les bombes de la Guerra Civil Espanyola tornen a malmetre l'edifici, que no serà reconstruït fins al 1945.
L'any 1958 es posa en marxa l'Escola de Marineria, impulsada i dirigida per Tomàs Forteza i Segura, que va estendre l'afició als esports de mar entre els joves tarragonins.
La construcció del nou port esportiu fora de l'àmbit del Port Comercial i la col·laboració de l'Autoritat Portuària de Tarragona varen contribuir a l'expansió del RCNT durant les últimes dècades del segle xx. L'actual seu social del club va ser inaugurada l'any 1997 pel Rei Joan Carles I.
L'any 2003 el Reial Club Nàutic de Tarragona va celebrar el seu 125è aniversari.